# غريغ دانغلو
غريغ دانغلو (بالإنجليزية: Greg D'Angelo)‏ هو طبال أمريكي، ولد في 18 ديسمبر 1963 في بروكلين في الولايات المتحدة.

## وصلات خارجية
- غريغ دانغلو على موقع ميوزك برينز (الإنجليزية)
- غريغ دانغلو على موقع أول ميوزيك (الإنجليزية)
- غريغ دانغلو على موقع ديسكوغز (الإنجليزية)